# テトラン (グラディウス)
テトラン（英：TETRAN）は、コナミ（現: コナミデジタルエンタテインメント）のシューティングゲーム「グラディウスシリーズ」に登場する架空の兵器。

## 概要
「グラディウスシリーズ」に登場する敵キャラクターのひとつで、バクテリアン軍の宇宙巡洋艦である。主力宇宙戦艦ビッグコアの派生機で、4本の触手が特徴。
アーケードゲーム（以下、AC）『沙羅曼蛇』で初登場。以降のシリーズ作品でも主にボスキャラクターとして登場し、バリエーション機も登場した。
なお、ファミリーコンピュータ（以下、FC）版『沙羅曼蛇』での名称は「巡洋艦テトラン」となっているが、それ以降の作品では再び「テトラン」と称されるようになったため艦種が曖昧になり、巨大戦艦とされる場合もある。

## 特徴
機体は、ビッグコアと同じく中央部に核（コア）を持つ正方形状のデザインをしている。機体からコアを中心に4本の機械的な触手が放射状に伸びているのが最大の特徴で、これを風車のように回転させ、敵機に衝突させて倒す攻撃方法をとる（登場作品によっては触手先端から通常弾やレーザーを放つ場合もある）。なお、3Dのモデリングでは、機体は表裏対称のヨーヨーのような構造となっており、その間に触手を回転させる隙間がある。また、機体前部に4門・後部に2門の砲門を配備しているが、これらは一部の作品でしか用いられない。
ビッグコアと同じくコアが弱点で、コアを破壊する以外に攻撃による機体の破壊は不可能。唯一コアへ通じる隙間もビッグコアのものより厚い遮蔽板3枚によりガードされている。ただし、作品によっては遮蔽版を無視してコアを直接攻撃することも可能。
名称の由来は公式には不明だが、テトラ (tetra) は英語で4を表し、触手の数と一致する。

## 登場作品
沙羅曼蛇
ステージ2のボスとして初登場。高次周になるにつれて、触手の先端からの通常弾の放出量が増えるため、倒すことが困難になってくる。遮蔽板が点滅している。
FC版では「巡洋艦テトラン」という名称が付けれられた他、機体デザインが若干異なり、触手が球体を連結したような構造になっている。弾は撃たないが徐々に触手の長さが伸び、また2周目以降は一定時間で回転方向を変えてくる。 
MSX版
ステージ2 "OPERATION TWO -CONDUCT TO SPACE STATION ZOT-" のボスとして登場。FC版と同様、触手が連結した球体状になっており、機体デザインがFC版よりもさらに角ばっている。
グラディウスII -GOFERの野望-
ステージ7のボスラッシュ3番手として登場。本作以降は触手の長さが延長され、触手を高速で振り回しながら、いっぱいに広げたり本体に巻き込んだりを繰り返して登場するようになった。また、遮蔽板を壊すと撃ち返し弾を出すようになり、触手先端からも自機に向かって弾を撃つ。今作では遮蔽板が点滅しない。
FC版ではステージ5のボスラッシュ3番手として登場。『沙羅曼蛇』と比べ機体と触手のデザインがAC版に近い形に再現され、本体にも収納しているが、撃ち返し弾も触手からの弾もない。
ゴーファーの野望 エピソードII
ステージ4のボスラッシュ1番手として登場。触手がAC版のデザインに近くなったが、機体がほとんど四角になっている。また遮蔽板が4枚になった。
グラディウスIII -伝説から神話へ-
ステージ10のボスラッシュの1番手として登場。遮蔽板の撃ち返し弾はあるものの、触手から通常弾を出さなくなっている。また、遮蔽板が点滅するようになった。
スーパーファミコン版ではボスラッシュの構成変更により未登場のままとなっている。
グラディウス外伝
ステージ2にスクラップ状態で浮遊する中型雑魚「スクラップテトラン」が登場する。その場で触手を高速で振り回し、接近を阻む。本体を撃つと完全に破壊できる。また、機体の破片（スクラップ）も大量に出てくる。
また、同作ではバリエーション機の「レーザーテトラン」も登場する。詳しくは#バリエーションを参照。
グラディウスV
ステージ2終盤のボスラッシュの2番手として登場。本作で再登場する他のボスらと同様、攻撃方法が多彩になっている。
最初は、触手を時計回りに回転させながら先端から通常弾を撃ち、一定時間が経つと触手を曲げて「卍」形になり、触手からレーザーを連射し本体からも前後計4門の砲からレーザーを出す。時間が経つと一旦、背景奥に退避した後で浮上し、触手を徐々に高速回転させながらレーザーを乱射し、徐々に回転数を下げた後は触手の回転を逆時計回りにしながら、上記のサイクルを行う。この時、触手を曲げる場合は「逆卍」形になる。その後、触手を伸ばし通常弾を発射し、本体からレーザーを出しつつ、途中で回転方向を戻す。時間が経つと背景奥に逃げた後、機体を回転させながら全ての触手を前部に移動させ、クラゲのような姿になり、本体からも前部の内側にある2門の砲のうち、1門からレーザーを連射、続いて触手からもレーザーを乱射し、これを7サイクル行う。再び触手を伸ばし通常弾を発射し、本体からレーザーを出すが、しばらくするとコアを閉じ、触手を収納して戦線を離脱する。
オトメディウス
バーサスミッションと移植版『オトメディウスG』ゴージャスモードのヴァルハラステージ偶数周回に登場。デザイン（吉崎観音が担当）はややデフォルメされているがオリジナルを踏襲している。『V』と同じく船体前方に4門のイオンレーザー砲が設置されている他、後部にはミサイル発射管が2門設置されている。触手からは通常弾と、被弾すると巨大化する雑魚キャラ（ハイドレインジア）が発射され、後者の存在により迂闊にショットが撃てなくなる。さらに本作では本体の方も回転し、前出の砲門などから全方向にレーザーやミサイルを撃ってくる。触手の回転パターンも多岐にわたり頻繁に切り替わる。
また、本作で「戦闘をはじめ、触手を用いた兵站輸送や大破した僚艦の回収など、多様な任務に投入された」という設定が付与された。
オトメディウスX
ステージ2の中ボスとして登場。操縦者はゴーファー姉妹。当作品では破壊不可能。遮蔽板は破壊可能であるが耐久力は他のコア系ボスを遥かに凌ぐ。
最初は触手を展開せず、地面を高速で転がりながら前方のレーザー砲と本体からの通常弾で攻撃してくる。一旦撤退し、再登場時は従来作と同様に触手を展開し、触手およびその先端部からの通常弾による攻撃に切り替わる。また、コアからも扇状に通常弾を撃ってくるが、最終的にやはり撤退する。
遊☆戯☆王オフィシャルカードゲーム
「巨大戦艦 テトラン」の名称で、モンスターカードとして登場。

## バリエーション
テニーロップ（テトラン2）
『沙羅曼蛇2』のステージ4のボス。同ステージ途中にて、コンテナに積まれた状態で敵の大型輸送船から大型宇宙巡航母艦へ搬入されるが、同艦最後尾から放出、出撃してくる。テトランよりも小型だが、中央のコアと遮蔽版、4本の触手といったテトランの特徴を備えている。
機体は円盤状で、コアのある中央のユニットと、その外部を覆う2つの円弧状のユニットに分かれ、そのためコアへの攻撃は外部ユニットの隙間から狙うことになる。触手は外部ユニットの両端に設置されており、平時は内部に収納されているが、戦闘時に外部ユニットが回転し触手を展開する。触手は機体と比べると長く、頻繁に回転方向を変える。本体や触手からは弾が発射されないが、時折現れるハウンド（戦闘機）が扇状に弾を撃ち援護をする。
レーザーテトラン
『グラディウス外伝』のステージ8のボスラッシュ1番手として登場。通常のテトランに搭載されている触手が無く、代わりに機体から十字型に4つの突起が伸び、それぞれの先端の両脇にレーザー砲が配備されている。卍形、逆卍形をはじめ様々な方向にレーザーを放つと同時にコア付近から破壊不可能な誘導弾を撃ち、レーザーにより行動範囲を狭められた敵機を襲う。遮蔽板はコアの4方向に1つずつ付いているが、それらを破壊しなくてもコアを直接攻撃できる。
カバードテトラン
『グラディウスIV -復活-』のステージ8（ボスラッシュステージ）の3番手として登場。カバードコアのように機体に4つのカバーが付いており、それぞれのカバーに触手が設置されている。コアは本体中央の1つだけでなく、それぞれのカバー（触手の根元）にも1つずつ、合計5つ持っている。攻撃方法はしなる様に触手を一定時間で回転方向を変えながら回し、触手の先から機雷を放出しつつ通常弾を出す。触手は根元のコアを攻撃すれば破壊可能で、本体のコアを破壊しなくとも、4本の触手すべてを破壊すれば本体も破壊できる。ただし、本数が少なくなるほど触手の回転は激しくなる。
SDテトラン
『極上パロディウス』ステージ5でSD化され雑魚キャラとして登場。同ステージの他のSD化したボスと同じく出現直前に出現場所に警告標識が現れる。全て編隊を組み全滅させるとカプセルかベルが出る。行動パターンは横方向へ直進するのが殆どだが回転運動をするものもあり、こちらはカプセルやベルを出さない。同スペシャルステージにも登場するが全て画面後方から出現する。
『実況おしゃべりパロディウス』ステージ4後半にも雑魚として登場。こちらは陣旗を翳し、触手の先端に短刀らしきものが装着されている。攻撃パターンはただ向かってくるのみ。

## 類似キャラクター
外見は異なるが、攻撃方法等が類似しているキャラクターを記述する。
サイラン
『ライフフォース』ステージ2のボス。オレンジ色の肉塊に青い瞳の目玉と4本の緑色の触手、そして遮蔽板というテトランとゴーレムを合わせた外見を持つ。動き本体は時計回りに動くが、腕は反時計周りとなっている。また弾も発射して攻撃してくる。
『極上パロディウス』のステージ1（クレーンゲームステージ）にも人形として登場。
キャンディーコア
『セクシーパロディウス』ステージ5のボス。本体を時計回りに回転させながら画面内を時計回りに移動してくるが、ダメージを与えると反時計回りになる。破壊不可能のキャンディーを周囲に配備しているが、そのバリーエションの中に、回転はさせないもののテトランのように十字方向に伸ばすものがある。
クリスタルコア・D-X02
『オトメディウス』南極ステージのボス。テトランとクリスタルコア合せたような外見と能力を持つ。
この他、『ロケットナイトアドベンチャーズ』ステージ5にも、テトランと類似した外見の中ボスが登場する（名称不明）。